# Discografia di Nico Fidenco
Questa voce elenca la discografia di Nico Fidenco dal 1960 a oggi. 
Consiste per il mercato italiano in 8 album in studio di musica pop, di cui uno di cover, e 34 colonne sonore pubblicate, di cui 13 stampate in vinile tra gli anni sessanta e gli anni ottanta e, a partire dal 2007 altre 21 mai apparse prima su supporto discografico, ad opera di alcune etichette specializzate nella ristampa di colonne sonore. Le ristampe sono avvenute in CD, LP ed anche in versione digitale.  
Sono state pubblicate inoltre 14 raccolte ufficiali e 62 singoli per il mercato italiano.
Nella seguente discografia vengono indicati separatamente gli album pop dalle colonne sonore.

## Album in studio
- 1961 - Nico Fidenco  (RCA Victor, PML 10301)
- 1963 - Per noi due (RCA Italiana, PML PSL 10366)
- 1965 - Musica per innamorati (RCA Italiana, APML 10399)
- 1966 - Nico Fidenco Show (RCA Italiana, S 5)
- 1970 - La mia estate con Cinzia (Ri-Fi RFL ST 14046)
- 1981 - La mia mania (WEA Italiana, T 58416)
- 1989 - Direzione vietata (Iperspazio, IPL 8903)
- 1998 - La canzone d'Italia (Moviepaly Digital)

## Colonne sonore
- 1964 - Appuntamento a Dallas (RCA Italiana - 33 SP 8002, ristampato in LP e in digitale nel 2018)
- 1965 - Ringo il Texano / All'ombra di una colt (RCA Italiana - SP 8014, ristampato in LP nel 1986)
- 1967 - John il Bastardo (CAM - MAG 10.015, ristampato in CD nel 2006 e pubblicato in digitale)
- 1968 - El "Che" Guevara (CAM – Sag 9007, ristampato in CD nel 2012 e pubblicato in digitale)
- 1968 - Lo voglio morto / Uno di più / All'inferno / All'ultimo sangue (CAM - MAG 10.016, ristampato in CD nel 2012. Le tre colonne sonore sono state ristampate separatamente in CD e pubblicate in digitale)
- 1970 - Commando di spie (CAM – PRE 4)
- 1971 - Le belve (RCA Original Cast – SP 8034)
- 1971 - Le inibizioni del dottor Gaudenzi, vedovo, col complesso della buonanima (RCA Original Cast – SP 8042, ristampato in CD nel 2012 e pubblicato in digitale)
- 1973 - International Panoramic (CAM – Cml 036)
- 1974 - La ragazzina (CAM - CmL 068, ristampato in CD nel 2007 e nuovamente in LP nel 2016)
- 1975 - Emanuelle Nera (Fida Record LFR 2, ristampato in CD nel 2009 e nuovamente in LP nel 2014)
- 1976 - Emanuelle Nera Orient Reportage (Fida Record LFR 4, ristampato in CD nel 2010 e nuovamente in LP nel 2014)
- 1977 - Emanuelle In America (Beat Records Company - LPF 038, ristampato in CD nel 2010)
- 1977 - Emanuelle perché violenza alle donne? (Beat Records Company LPF 039, ristampato in CD nel 2010)
- 1989 - Zombies Unter Kannibalen (Center Music S.p.A. – MC-1903)
- 1996 - 4 Western Scores By Nico Fidenco - Ringo il texano / All'ombra di una colt / Per il gusto di uccidere / Dinamite Jim (RCA Italiana – 74321-360882-2)
- 2007 - Blue Jeans (Digitmovies - CDDM104, ristampato in LP nel 2019 e pubblicato in digitale)
- 2007 - All'ombra di una colt (GDM Music – GDM 2086)
- 2007 - Lo voglio morto (GDM Music – GDM 4101)
- 2007 - All'ultimo sangue (GDM Music – GDM 4102)
- 2007 - Uno di più all'inferno (GDM Music – GDM 4103)
- 2008 - Sharaz / Ragan (GDM Music – CD CLUB 7055, pubblicato anche in digitale)
- 2010 - Per il gusto di uccidere (GDM Music - GDM 4137, ristampato in vinile nel 2016 e pubblicato in digitale)
- 2010 - Emanuelle e gli ultimi Cannibali (Beat Records Company – CDCR 105, ristampato in vinile nel 2016 e pubblicato in digitale)
- 2010 - Agente Logan Missione Ypotron (GDM Music – CD CLUB 7097)
- 2010 - La via della prostituzione (Beat Records Company – CDCR 106)
- 2010 - 2+5 Missione Hydra (Digitmovies CDDM161)
- 2011 - Campa carogna... La taglia cresce (Beat Records Company – CDCR 108)
- 2011 - Dinamite Jim (GDM Music - 4141)
- 2012 - Supercolpo da 7 miliardi (Beat Records Company – BCM 9506)
- 2012 - Porno Holocaust (Beat Records Company – DDJ015, ristampato in LP nel 2017 e pubblicato in digitale)
- 2012 - Eros Perversion (Aka William Shakespeare's Twelfth Night) (Beat Records Company - DDJ017, pubblicato in digitale)
- 2013 - Sesso nero (Beat Records Company – DDJ026, pubblicato in digitale)
- 2013 - Che casino... con Pierino! / 3 supermen contro il padrino (Beat Records Company – DDJ031, CD pubblicato anche in digitale)
- 2014 - Candido erotico (Beat Records Company – DDJ036, pubblicato in digitale)
- 2014 - Immagini di un convento (Kronos Records – KRONGOLD005, pubblicato in digitale)
- 2014 - Zombi Holocaust (Beat Records Company – DDJ034)
- 2016 - 2 samurai x 100 geishe / Franco, Ciccio e le vedove allegre (Digitmovies – CDDM283, CD pubblicato anche in digitale) - con Luis Bacalov e Carlo Savina
- 2018 - Macro - Giuda uccide il venerdì (Kronos Records – KRONGOLD029, pubblicato in digitale)
- 2021 - Emanuelle And The White Slave Trade (Not Dark Yet – NDY001, CD, LP)
- 2021 - Tranquille Donne Di Campagna (Digitmovies – DGST004, CD)

## Raccolte
- 1977 - Gli anni d'oro (RCA Serie Linea Tre – NL 33043, ristampato in CD e MC nel 1990)
- 1979 - Le canzoni dei primi cantautori (Penny REL-ST 19409)  (split con Umberto Bindi)
- 1992 - Ieri e oggi (Centotre	MFLP 021) - raccolta di successi riarrangiati
- 1996 - I grandi successi (Duck Record	GDMC 143) - riedizione di Ieri e oggi
- 1996 - I successi (D.V. More Record, CD DV 6044)
- 1996 - Il meglio (D.V. More Record, CD DV 6043)
- 1997 - Legata a un granello di sabbia  (Super Music, MOCD 6141)
- 1998 - Black Emanuelle's Groove (Dagored Red 101-2)
- 1998 - Nico Fidenco (Harmony	74321 51658-2)
- 2001 - Il meglio (RCA 74321692852)
- 2002 - I grandi successi originali (RCA Italiana 74321926802 2)
- 2009 - Collections (Sony Music 88697536872)
- 2010 - I miei primi 50 anni da cantante e compositore (Colonne sonore originali canzoni sigle cartoni animati) (GDM 6006-6, Box 6CD)
- 2018 - FantaSuperNico (Siglandia – SGL LP 001, SGL 2CD 018, pubblicato in vinile nero e rosso e CD)

## EP
- 1961 - Exodus
- 1961 - Legata a un granello di sabbia/Ridi, ridi/Tornerai...Suzie/Il mondo di Suzie Wong

## Singoli
- 1960 - What a Sky/Su nel cielo  (RCA Italiana – 45N 1109, RCA, Serie Europa – PM45 1109)
- 1960 - Trust Me/Just that Same Old Line (RCA Italiana – 45N 1122, RCA, Serie Europa – PM45 1122)
- 1961 - Non è vero/Una voce d'angelo (RCA Italiana – 45N 1127, RCA, Serie Europa – PM45 1127)
- 1961 - Il mondo di Suzie Wong/Tornerai... Suzie  (RCA Italiana – 45N 1144, RCA, Serie Europa – PM45 1144)
- 1961 - Ghinza Street/Ghinza Street (strumentale) (RCA Italiana – 45N 1155)
- 1961 - Legata a un granello di sabbia/Ridi, ridi  (RCA Italiana – 45N 1166, RCA, Serie Europa – PM45 1166)
- 1961 - Exodus/Come nasce un amore  (RCA, Serie Europa – PM45 3000)
- 1961 - Come nasce un amore/Exodus  (RCA, Serie Europa – PM45 3000)
- 1961 - Little Grain of Sand/Ridi, ridi (versione inglese)  (RCA, Serie Europa – PM45 3033)
- 1961 - La scala di seta/Tra le piume di una rondine (RCA, Serie Europa – PM45 3042)
- 1961 - Tra le piume di una rondine/La scala di seta (RCA, RCA Victor Serie Europa PM45 3042)
- 1961 - Colazione Da Tiffany (Moon River)/Audrey (RCA, Serie Europa – PM45 3044)
- 1962 - Lasciami il tuo sorriso/C'è una leggenda (RCA, Serie Europa – PM45 3099, RCA Victor 47-9416)
- 1962 - Tutta la gente/Lejos me voy (RCA, Serie Europa – PM45 3133, RCA Victor)
- 1962 - 2 Samurai Per 100 Geishe (RCA Italiana – PM45 3136)
- 1963 - Una donna nel mondo/Perché non piango più  (RCA Italiana – PM45 3167)
- 1963 - Tutta la gente/Mondo meraviglioso (RCA, Serie Europa – PM45 3169, RCA Victor)
- 1963 - Se mi perderai/Goccia di mare  (RCA Italiana – PM45 3199)
- 1963 - Cleopatra/Non mi chiedi mai (RCA Italiana – PM45 3222)
- 1963 - Hud/Ciò che rimane alla fine di un amore (RCA Italiana – PM45 3224)
- 1963 - Vino, whisky e acqua salata/Se ti potrai fermare (CAM – CA. 2458) - con Luis Enriquez
- 1964 - Con te sulla spiaggia/Mi devi credere   (RCA Italiana – PM45 3255)
- 1964 - A casa d'Irene/Ma dai  (RCA Italiana – PM45 3299)
- 1965 - L'uomo che non sapeva amare/Tu non sei l'altra  (RCA Italiana – PM45 3311)
- 1965 - La voglia di ballare/Celestina  (RCA Italiana – PM45 3314)
- 1965 - Jean Harlow la donna che non sapeva amare/Luna malinconica (Blue Moon) (RCA Italiana – PM45 3328)
- 1965 - Lord Jim/Diciamoci ciao  (RCA Italiana – PM45 3338)
- 1966 - All'ombra di una Colt/Finché il mondo sarà (RCA Italiana – PM45 3340) - con Willy Brezza e la sua orchestra
- 1966 - Che cos'è l'amore/File di automobili  (RCA Italiana – PM45 3365)
- 1967 - Piangere/Quando scende la notte/The Night and Oblivion  (Parade – PRC 5005)
- 1967 - Ma piano (per non svegliarmi)/Una telefonata    (Parade – PRC 5025)
- 1967 - Siamo stati innamoratiCara felicità   (Parade – PRC 5034)
- 1967 - E venne la notte/Qualche stupido ti amo  (Parade – PRC 5040) - il lato b è inciso con Fulvia
- 1968 - Ci vediamo stasera/La ballata del treno  (Parade – PRC 5049)
- 1968 - La morale della favola/Sonia  (Fonit – SPF 31225)
- 1968 - All 'Ultimo Sangue (Colonna Sonora Originale)  (CAM – AMP 44)
- 1968 - Va ragazzo/Legata a un granello di sabbia (RCA Italiana – PM 3470)
- 1968 - Oramai sto con lei/Ti ricordi (RCA Italiana – PM 3484)
- 1970 - Tu ed io... io e te/Quando il treno partirà  (Ri-Fi – RFN NP 16419)
- 1971 - Nun è straniero/Il colore dell'addio (Ri-Fi – RFN NP 16452)
- 1971 - Una stagione all'inferno/Il colore dell'addio  (Ri-Fi – RFN NP 16454)
- 1973 - The wind in my face  (CAM – AMP 111)
- 1973 - Crash! che botte/All together  (CAM – AMP 121)
- 1973 - Giuda uccide il venerdì/Rise and shine  (CAM – AMP 122)
- 1976 - Nina/Balla con me...dai  (Super Five Record – SFR 9201)
- 1976 - La pretora: Rosa o Viola?/Love for lunch  (Oceania Records – SO 8901)
- 1976 - Emanuelle In America/Naked Emanuelle  (EMI – 006-18224) - con gli Armonium
- 1977 - Gli Ultimi Cannibali (Colonna Sonora Originale)  (Duse Record – BTF 104)
- 1977 - Emanuelle Perché Violenza Alle Donne?  (Beat Records Company – BTF 103)
- 1978 - Candido erotico  (Duse Record – BTF 107)
- 1979 - Don Chuck castoro/Pierino a quadretti  (Meeting Music – RMCN 101, MMC 101)
- 1980 - Boys and girls/Prendila così (come va)  (Meeting Music – RMCN 101, MMC 111)
- 1980 - Arnold/Ma le gambe  (Flash Cinema TV ZBFH 7202)
- 1980 - Fantasupermega/Godzilla - Gudzuki - Godzilla  (CBS CBS 8506)
- 1980 - La mia mania/La barcaccia (CAM AMP 227)
- 1981 - Stardust/Ciao Brasile!   (WEA	T 18855)
- 1981 - Jeremy and Jenny destra-sinistra/Bem  (WEA T 18856)
- 1981 - Don Chuck Story (Meeting Music – RMCN 101, MMC 117)
- 1982 - Microsuperman/Hela Supergirl  (Traccia – TRS 1016)
- 1982 - Cyborg i nove supermagnifici  (RCA Original Cast – BB 6605)
- 1982 - Sam, il ragazzo del west  (RCA Original Cast – BB 6622)
- 1989 - Direzione vietata/Sogno una sola città  (Iperspazio - IPN 892)